# How to Be Popular
How To Be Popular (Como Ser Popular, em português) é um livro escrito por Meg Cabot.

## Sinopse
Stephanie Landry poderia ser uma garota comum, cheia de amigos, se não fosse o incidente da Fanta Uva. Desde que derramou refrigerante de uva na saia D&G caríssima de Lauren Moffat, garota mais popular da escola, todo mundo a odeia. E para se vingar, Lauren cria uma expressão muito usada para esquisita ou sem-jeito, envolvendo o nome de Steph. Ninguém pode fazer mais nada que alguém diz Não de uma de Steph Landry ou Isso é tão Steph. Mas agora Steph está decidida a trilhar seu caminho para a popularidade. Com a ajuda de um livro antigo, ela espera mudar a opinião de todos. O problema é que isso pode fazê-la perder os dois únicos amigos dos tempos de 'impopularidade'. Será que isso vale a pena?